# Маттхёфер, Ганс
Ганс Герман Маттхёфер (нем. Hans Hermann Matthöfer; 25 сентября 1925, Бохум — 15 ноября 2009, Берлин) — немецкий политический деятель, министр финансов Германии (1978—1982).

## Биография
В 1943—1945 гг. солдатом участвовал во Второй мировой войне.
В 1953 г. окончил экономический факультет Висконсинского университета в Мадисоне (США).
В 1953—1957 гг. — сотрудник экономического отдела в правлении IG Metall.
В 1958—1961 гг. — представитель профсоюзов в Организации европейского экономического сотрудничества в Вашингтоне и Париже.
В 1960—1972 гг. — руководитель отдела повышения квалификации в правлении IG Metall.
В 1961—1987 гг. — член немецкого бундестага.
В 1972—1974 гг. — парламентский статс-секретарь в министерстве экономического сотрудничества.
В 1974—1978 гг. — министр науки и технологий.
В 1978—1982 гг. — министр финансов ФРГ,
в 1982 г. — министр почты и связи.
В 1973—1984 гг. — член правления СДПГ,
в 1985—1987 гг. — федеральный казначей СДПГ.
В 1987—1997 гг. — председатель правления профсоюзного Института труда и здоровья (BGAG), одновременно в 1986—1997 гг. — председатель Наблюдательного совета контролируемого профсоюзами Allgemeine Deutsche Direktbank AG (ING-DiBa), являющегося частью профсоюзной холдинговой компании ING Group NVdie.